# Pyrrhura hoematotis
Il parrocchetto guancerosse (Pyrrhura hoematotis Souancé, 1857) è un uccello della famiglia degli Psittacidi. Questa specie è affine al P. melanura, da cui si diversifica per la colorazione rossa della zona periauricolare, per una ridotta estensione della scagliatura e per le remiganti blu. Ha taglia attorno ai 25 cm ed è censita in 2 sottospecie: P. h. hoematotis e P. h. immarginata. Vive sui monti a nord del Venezuela, tra i 1000 e i 2000 metri.